# Filtro a densità neutra graduato

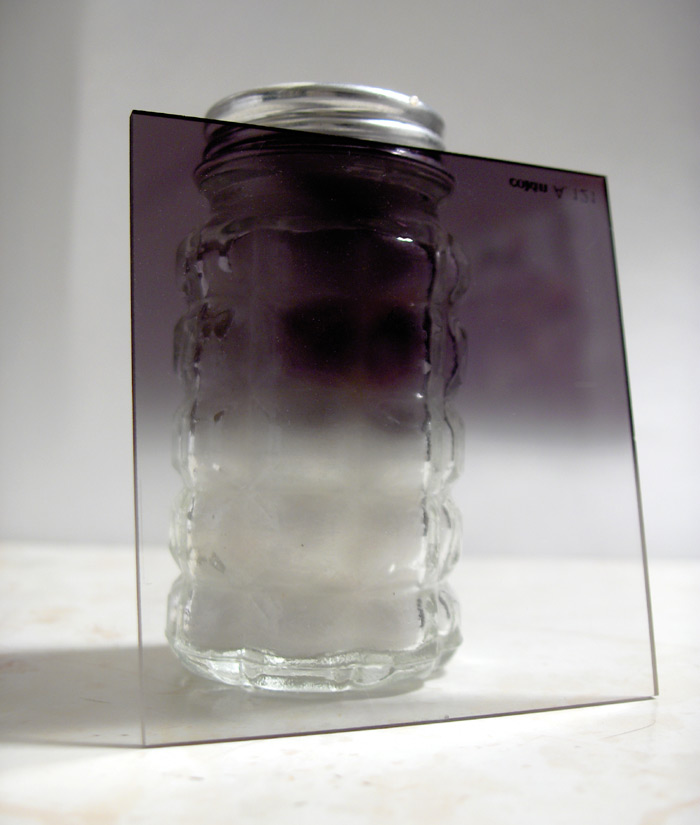
Un filtro a densità neutra graduato a lastra e con transizione forte.

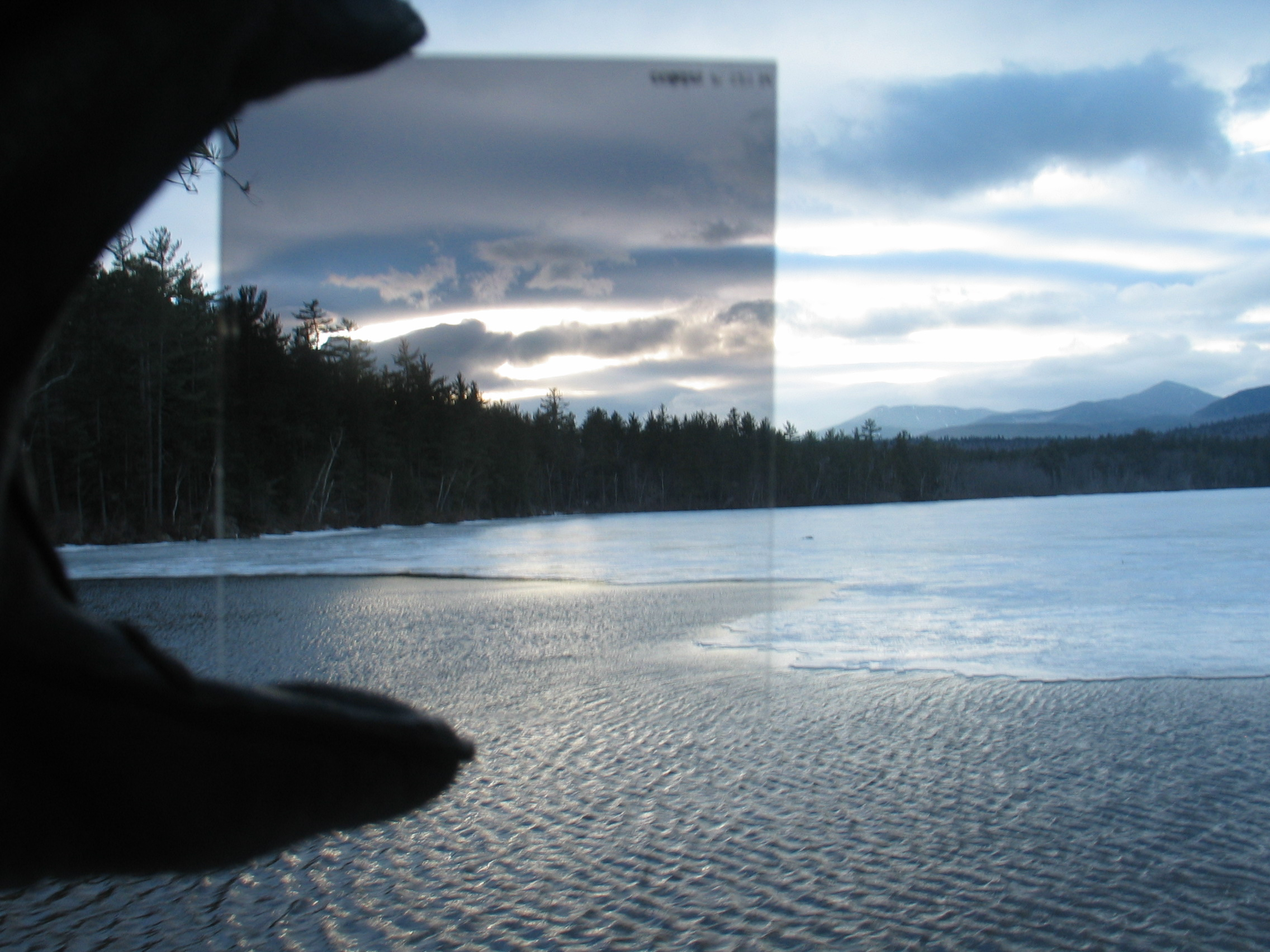
Effetti di un filtro GND a lastra e con transizione debole.

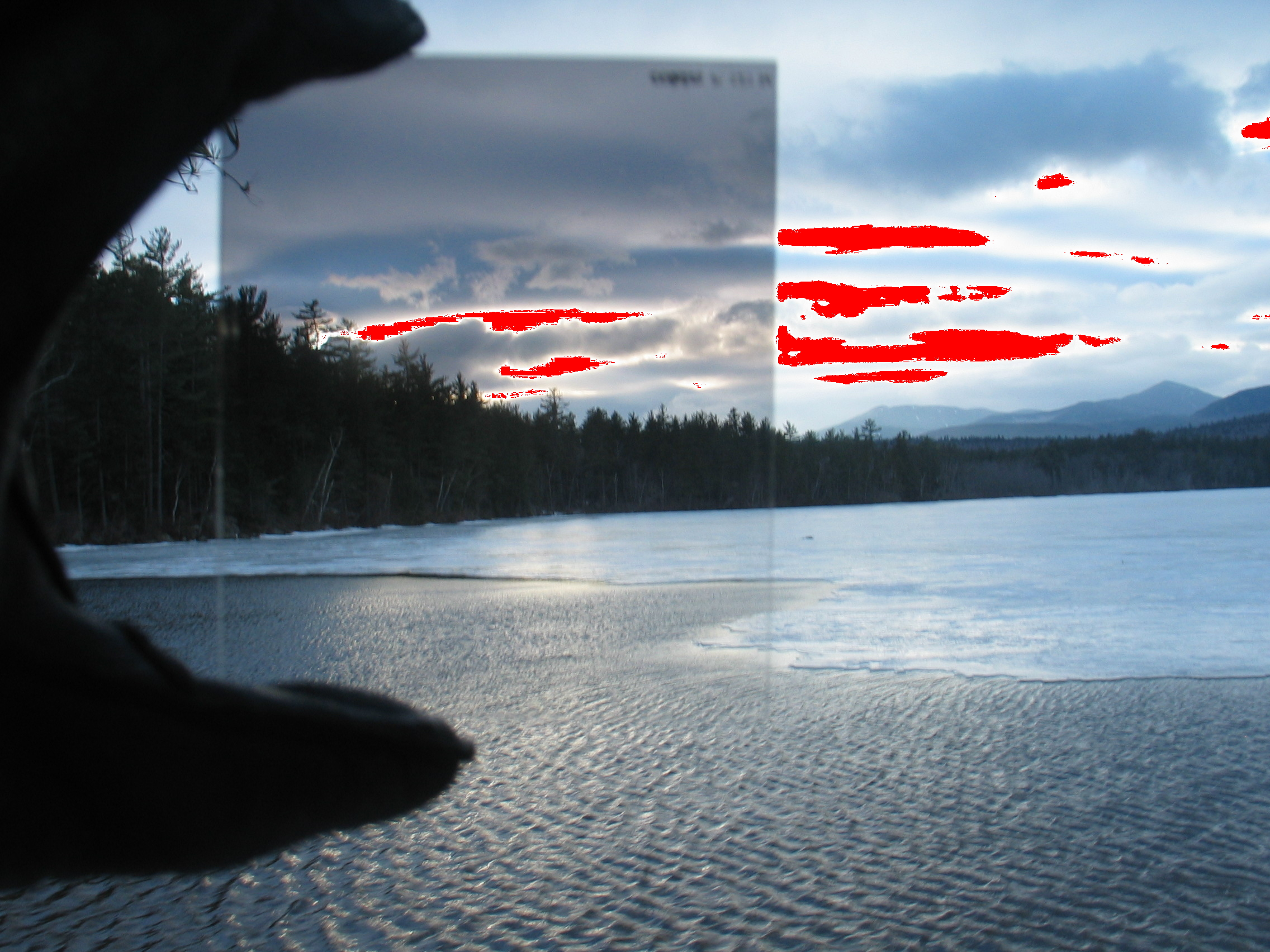
Evidenziazione in rosso delle zone sovraesposte con e senza filtro GND.

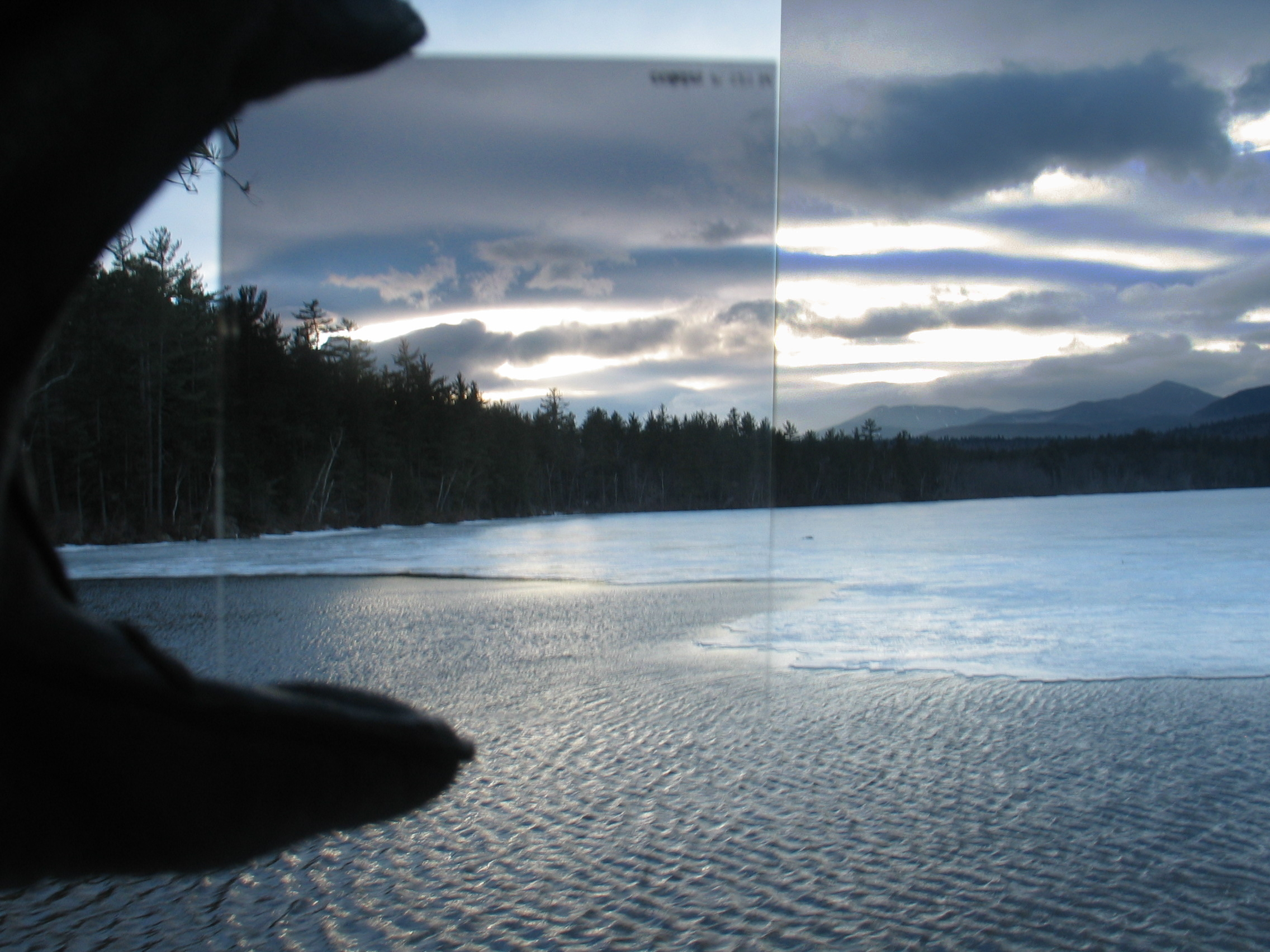
Evidenziazione della differenza tra uso del filtro GND ed effetto ricreato digitalmente. Le zone sovraesposte restano tali.

Un filtro a densità neutra graduato o filtro digradante o filtro GND (dall'inglese Graduated Neutral Density), in fotografia, e più in generale, in ottica è un filtro che riduce uniformemente l'intensità della luce in tutte le sue lunghezze d'onda e lo fa in maniera costante in senso orizzontale e digradante in senso verticale.

## Descrizione
In fotografia, un filtro digradante è utilizzato per attenuare l'alta dinamica di luce che si verifica tra il cielo e la terra durante il giorno. Questo accorgimento è dovuto al fatto che i sensori fotografici hanno una sensibilità inferiore a quella dell'occhio umano e pertanto non riescono a registrare correttamente l'immagine reale senza sovraesporre il cielo o sottoesporre la terra.

## Tipologie
Esistono due tipologie di filtri a densità neutra graduati:
- Filtri a vite: sono rotondi e sono incastonati all'interno di una ghiera filettata per poterli avvitare sopra all'obiettivo.
  - Vantaggi: sono più piccoli da trasportare e sono più resistenti in quanto sono incastonati nell'anima metallica e offrono più resistenza alla torsione e alla flessione.
  - Svantaggi: sono legati alla dimensione della ghiera metallica filettata e vengono infatti venduti per diametro. Un filtro di un certo diametro deve essere montato su un obiettivo con lente frontale con lo stesso diametro a meno di non utilizzare particolari anelli adattatori. Non possono essere ruotati o fatti scorrerei in verticale per spostare la zona di transizione tra la zona oscurata e quella non oscurata. Per questo motivo sono poco utilizzati.
- Filtri a lastra: sono rettangolari o quadrati e sono da tenere davanti all'obiettivo manualmente (obsoleto) o con dei sistemi appositamente studiati e chiamati appunto porta-filtri o, dall'inglese, "holder".
  - Vantaggi: possono essere adattati ad ogni obiettivo in quanto hanno una dimensione maggiore del diametro degli obiettivi più grandi, non devono essere avvitati e possono quindi essere utilizzati in maniera più veloce, possono essere mossi in senso verticale per variare l'intensità dell'effetto.
  - Svantaggi: sono mediamente più costosi dei filtri a vite in quanto le loro dimensioni sono sensibilmente maggiori con conseguenti costi di produzione più alti.

## Classificazione
I filtri a densità neutra graduati vengono classificati in base al valore massimo di intensità che raggiungono e in base alla velocità con cui la parte filtrata sfuma verso la trasparenza completa. 
Generalmente vengono classificati come:
- Hard: la parte scura del filtro è presente in maniera evidente sulla parte alta del filtro, la degradazione è quasi assente e si passa velocemente dalla sezione scura a quella trasparente.
- Medium: la parte scura del filtro è presente in maniera evidente sulla parte alta del filtro, la degradazione verso la parte trasparente fa sì che sia presente un leggero gradiente filtrante anche nella parte centrale.
- Soft: la parte scura del filtro è presente sulla parte alta del filtro ma digrada morbidamente verso la parte inferiore trasparente.
- Reverse: la parte scura del filtro ha una transizione netta come il filtro Hard, ma nella parte superiore è presente una sfumatura che diminuisce l'intensità del filtro sul bordo. In questo modo la zona scura si concentra nella zona centrale del filtro e viene ridotta l'accentuazione della vignettatura naturale dell'obiettivo.

## Effetti
Generalmente i filtri a densità neutra graduati vengono utilizzati per scurire i cieli troppo luminosi e non farli quindi sovraesporre dai sensori delle macchine fotografiche che non possiedono la stessa dinamica dell'occhio umano. È possibile simulare il comportamento di questi filtri in maniera digitale ma l'effetto ottenuto non è identico. Quando il sensore sovraespone l'immagine va infatti a saturare il numero di informazioni sull'intensità luminosa di quella zona di immagine e pertanto nessun programma digitale può andare a recuperare la vera tonalità della sezione sovraesposta per poterla poi modificare al pari delle altre di cui si conosce l'effettivo valore di intensità.

## Problematiche
Se il filtro GND utilizzato non è di qualità può accadere che nella fotografia finale, nella zona alta dove è stato operato il filtraggio, possano essere introdotte delle dominanti di colore estranee alla scena reale. Generalmente queste dominanti sono di colore verde acqua o magenta e sono di difficile correzione in quanto tentando di eliminarle si desaturano le componenti della scena con colori composti da dominante. Alcuni filtri GND sono costruiti mediante l'utilizzo di resine ottiche, che portano alcuni svantaggi come la perdita di nitidezza e lo spostamento del piano di messa a fuoco. I filtri GND di qualità sono costruiti con gli stessi materiali degli obiettivi fotografici: il vetro ottico.